# ティンゲリーの噴水

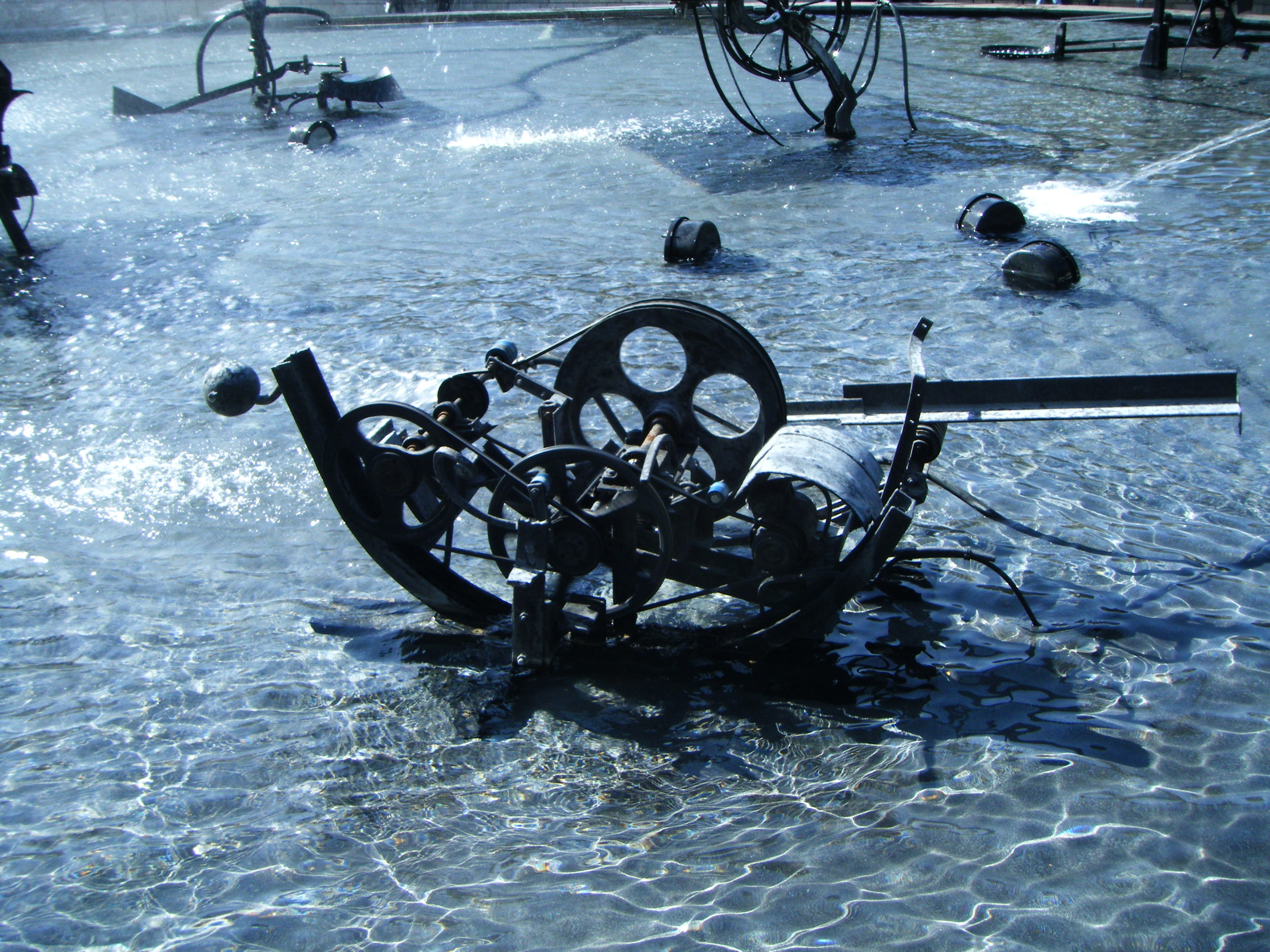
タンゲリーの噴水の中の一作品

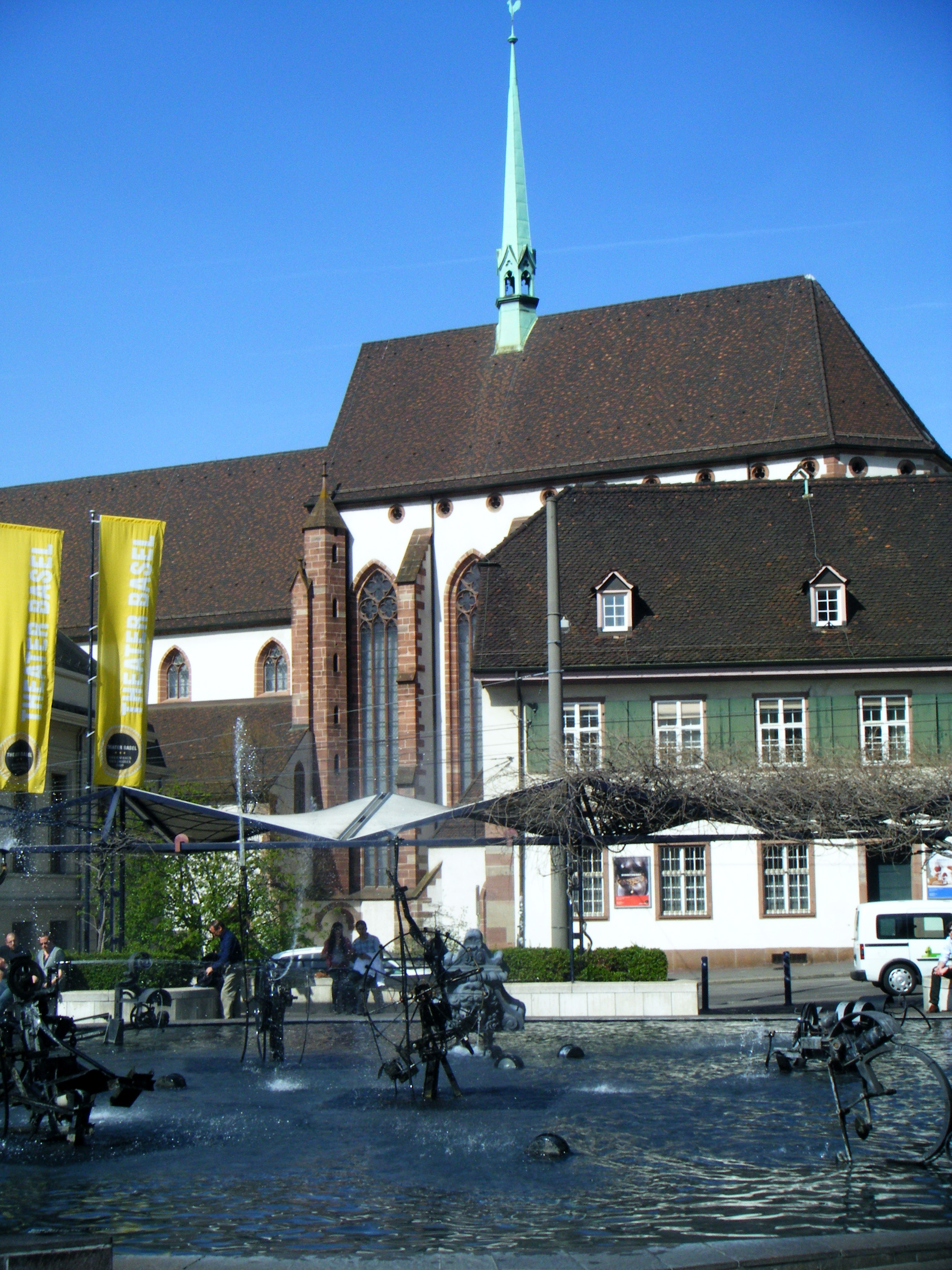
全景

ティンゲリーの噴水（ティンゲリーのふんすい、独: Tinguely-Brunnen）あるいはタンゲリーの噴水（タンゲリーのふんすい）は、スイスの現代彫刻家であり、画家でもあるジャン・ティンゲリーによってバーゼル市立劇場Stadttheaterの前庭に作られた噴水状の彫刻である。正式名称は謝肉祭の噴水（しゃにくさいのふんすい、独: Fasnachts-Brunnen）であり、単にカーニバル（独: Carnaval）と呼ばれることもある。1975年から1977年にかけて旧バーゼル市立劇場の舞台のあった場所に制作され、バーゼルのミグロス五十周年の記念に贈られた。
ひとつの大きなプール状の水場に十の異なる機械式の彫刻（部品には旧市立劇場の舞台装置や小道具用いられている）が設置されており、それらが電気によって駆動することで様々な様相の噴水を作り出している。これらの機械式の噴水は、ジャン・ティンゲリーにとっての典型的な十の「水遊び」を表現している。
噴水に見られる機械式の彫刻は、以下のとおりである：
- 劇場の顔　dr Theaterkopf - der Theaterkopf
- 糸紡ぎ　d'Spinne - die Spinne
- グラグラ　dr Waggler - der Wackler
- 噴水　d'Fontääne - die Fontäne
- スプラッシュ（水しぶき）　dr Spritzer - der Spritzer
- ザウザー　dr Suuser - der Sauser
- ヴェーデル　dr Wäädel - der Wedel
- チャプチャプ　dr Schuufler - der Schaufler
- 笊（ザル）　s'Seechter - das Sieb
- フルート　dr Querpfyffer - der Querflöter

## ギャラリー

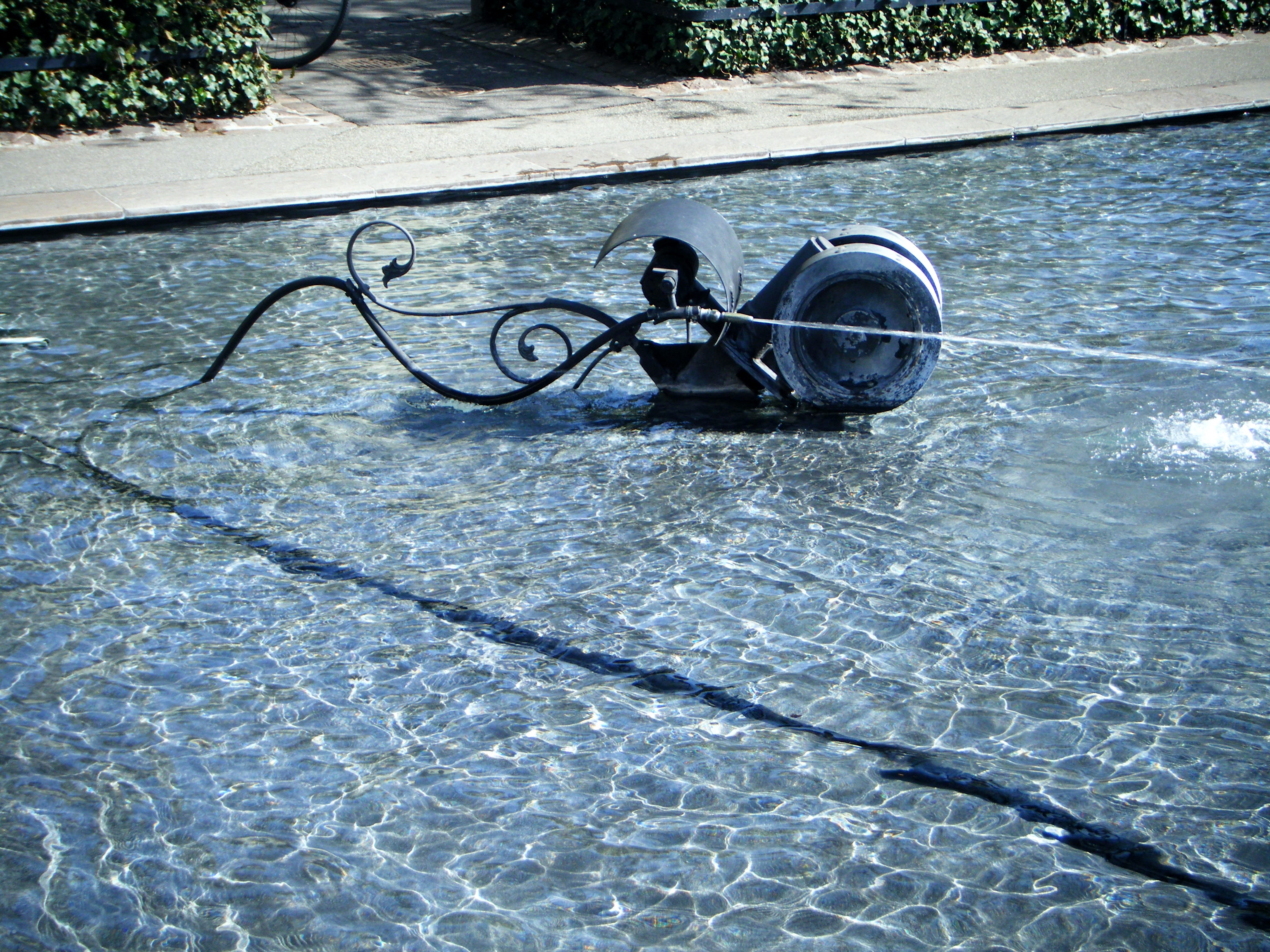
水しぶき dr Spritzer
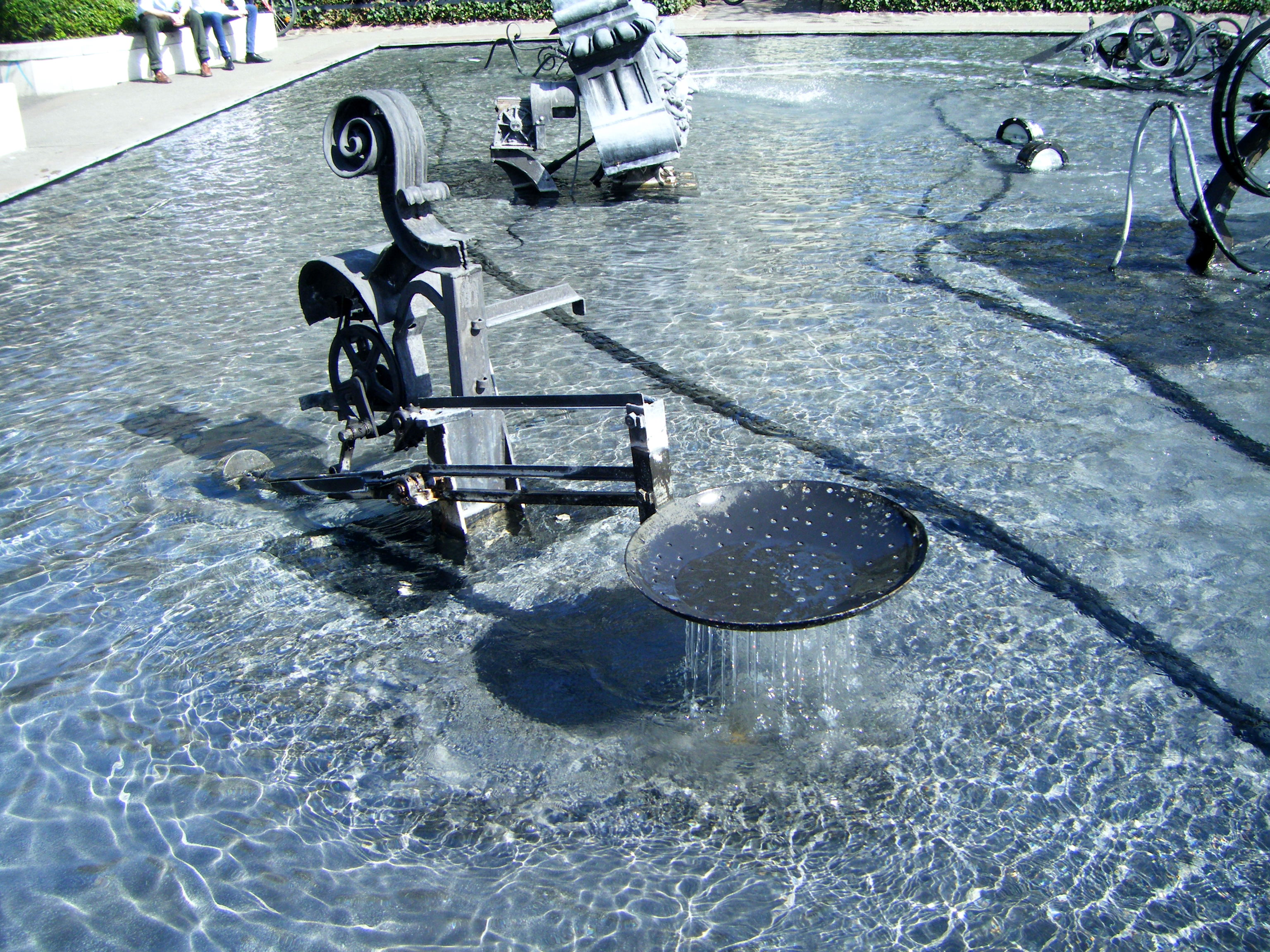
笊（ザル） s'Seechter
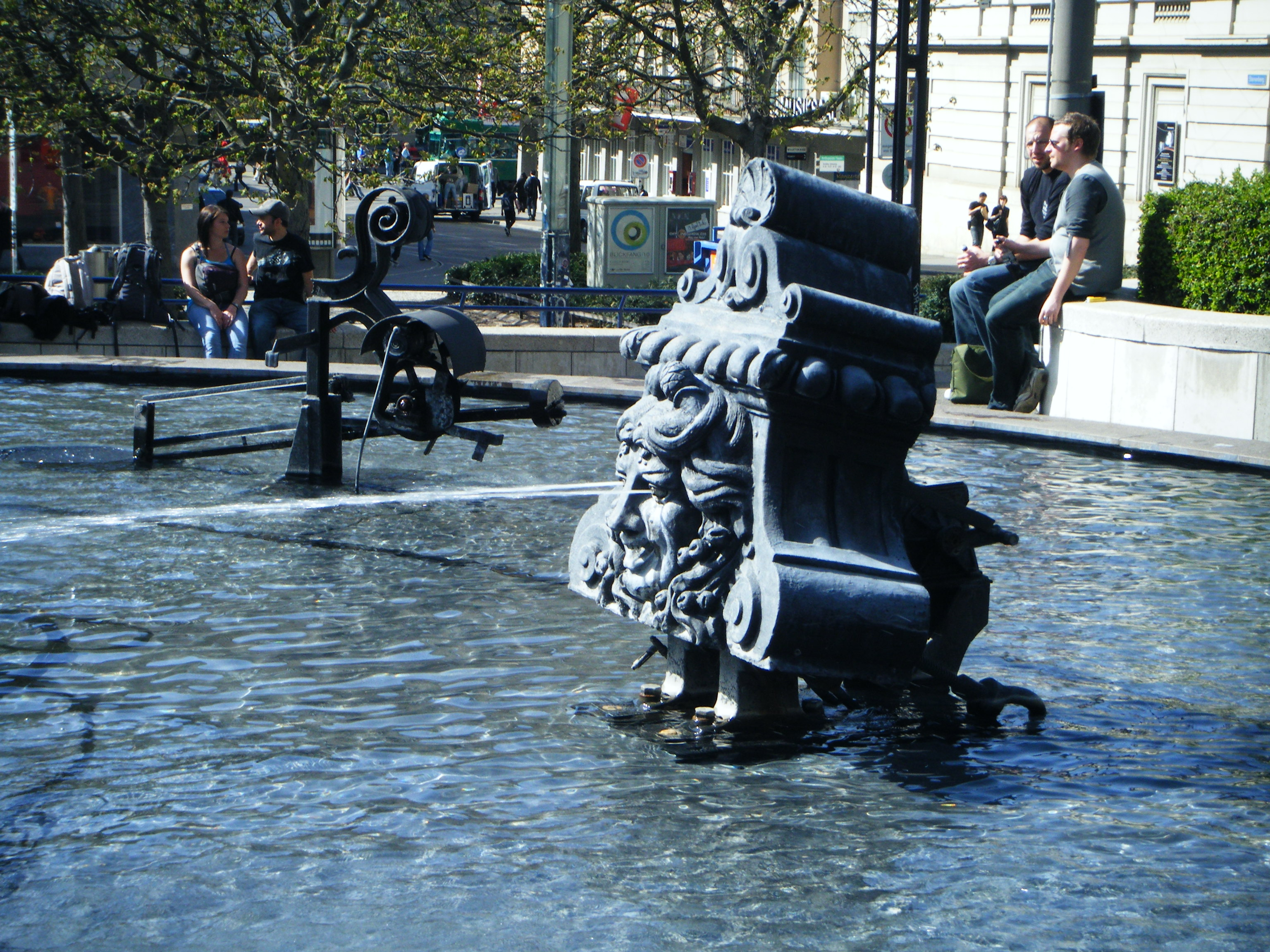
劇場の顔 dr Theaterkopf
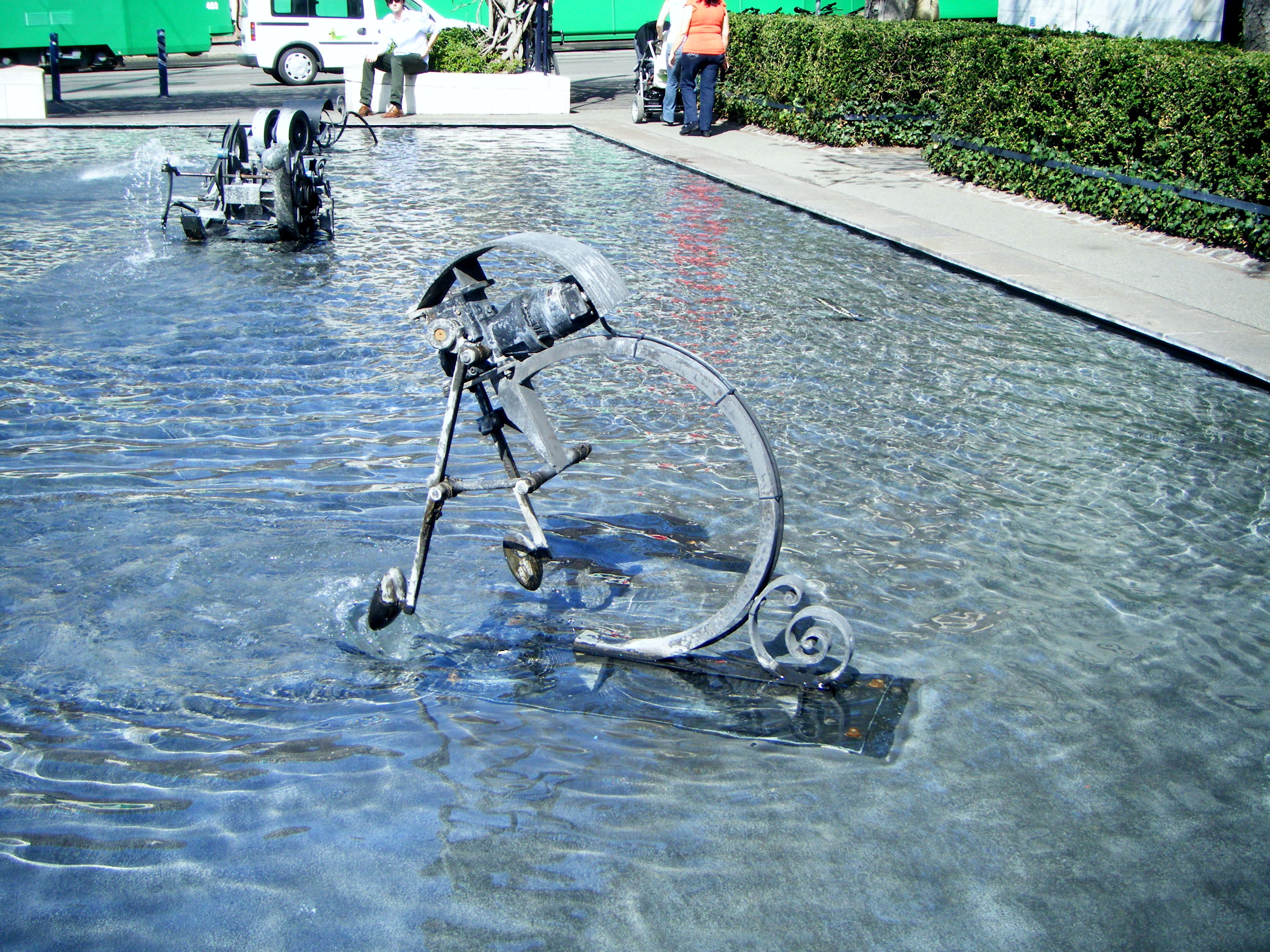
チャプチャプ dr Schuufler
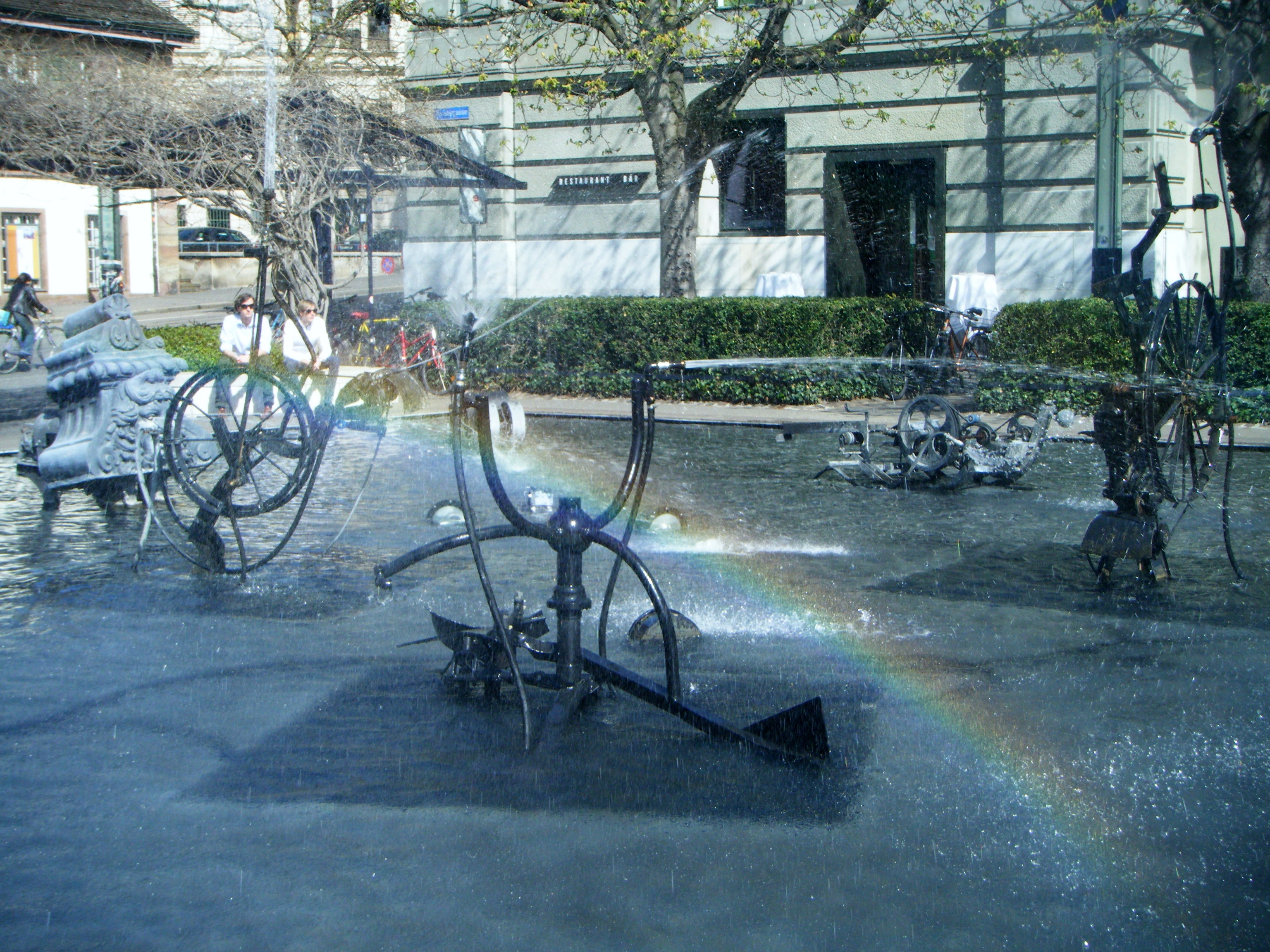